# Sukë
Sukë is een plaats en voormalige gemeente in de stad (bashkia) Këlcyrë in de prefectuur Gjirokastër in Albanië. Sinds de gemeentelijke herindeling van 2015 is Sukë deelgemeente van Këlcyrë en is Sukë een bestuurseenheid zonder verdere bestuurlijke bevoegdheden. De plaats telde bij de census van 2011 1.256 inwoners.

## Bevolking
In de volkstelling van 2011 telde de (voormalige) gemeente Sukë 1.256 inwoners, een halvering ten opzichte van 2.806 inwoners op 1 april 2001. De bevolking bestond in 2011 nagenoeg uitsluitend uit etnische Albanezen (1.164 personen; 92,68%).
Van de 1.258 inwoners in 2011 waren er 194 tussen de 0-14 jaar oud, 865 inwoners waren tussen de 15-64 jaar oud en 197 inwoners waren 65 jaar of ouder.

### Religie
De grootste religie in Sukë is de islam: 58,3% is soennitisch, terwijl 17,5% tot het bektashisme behoort.
| Plaats | Bevolking (2011) | Islam (%)    | Katholiek (%) | Orthodox (%) | Bektashisme (%) |
| ------ | ---------------- | ------------ | ------------- | ------------ | --------------- |
| Sukë   | 1.256            | 732 (58,28%) | 7 (0,56%)     | - (-)        | 220 (17,52%)    |